# Sösetalsperre
Die Sösetalsperre (Sösestausee) ist eine Talsperre im niedersächsischen Teil des Harzes bei Osterode am Harz.

## Geschichte
Die Sösetalsperre wurde als erste Talsperre der Harzwasserwerke 1928 bis 1931 an der Söse gebaut und dient der Trinkwasserversorgung, dem Hochwasserschutz, der Niedrigwasseraufhöhung und der Stromerzeugung. Sie war bei ihrer Einweihung 1931 der größte Trinkwasserstausee Deutschlands.
Der Bau der Talsperre kostete damals 14,7 Millionen Reichsmark. Betreiber sind die Harzwasserwerke. 1933 begann der Bau einer Fernwasserleitung von der Sösetalsperre, deren nördlicher Ast bis nach Bremen reicht. Heute werden eher Städte und Kommunen im Raum Hildesheim und Hannover versorgt. Seit 1980 erhält auch die Stadt Göttingen Trinkwasser aus der Talsperre.

## Staudamm
Der Staudamm ist ein Erddamm mit einem mittigen Betonkern und Lehmdichtung.
Das Wasserkraftwerk, das zur Abdeckung von Spitzenlasten dient, hat eine Leistung von 1,58 MW und ein jährliches Arbeitsvermögen von 2,8 GWh. Die Hochwasserentlastungsanlage (Überlauf) ist am südlichen Übergang vom Damm zum Hang platziert.

## Vorsperre
Die Talsperre hat eine Vorsperre, die einen 350 m langen und 18 m hohen Damm besitzt und einen Stauraum von 0,75 Mio m³ hat. In der Vorsperre sollen eventuell im Zulauf befindliche Partikel sedimentieren. Außerdem gibt es noch ein Ausgleichsbecken unterhalb der Hauptsperre mit einem 10 m hohen Damm, welches eine eventuell durch Talsperren-, Kraftwerks- und Wasserwerksbetrieb unregelmäßige Abgabe von Wasser aus der Talsperre in das Unterwasser vergleichmäßigen soll.
Seit dem März 2023 wird die Vorsperre aufwendig saniert. Die mehr als 30 Millionen Euro teure Sanierung soll im Sommer 2025 abgeschlossen sein.

## Freizeit
Angeln und Wandern sind möglich. Der Rundwanderweg ist 9 km lang. Früher befand sich an der Hauptstaumauer eine Ausflugsgaststätte, die jedoch mittlerweile abgebrochen wurde. Ein an der Nachsperre angesiedelter Campingplatz wurde um 2006 aufgegeben und ist inzwischen weitgehend renaturiert.

## Fischfauna
Die Sösetalsperre ist ein Mischgewässer mit Bach- und Seeforellen, Äschen, Hechten, Zandern, Flussbarschen, Karpfen, Schleien und Weißfischen.
Sie zählt wegen ihrer kapitalen Hechte und Barsche mit zu den besten Raubfischgewässern Niedersachsens. Da der Stausee für die Trinkwassergewinnung genutzt wird, ist für die Ausübung der Sportfischerei ein Gesundheitsattest notwendig. In der Nachsperre ist ausschließlich die Fliegenfischerei gestattet.

## Bildergalerie

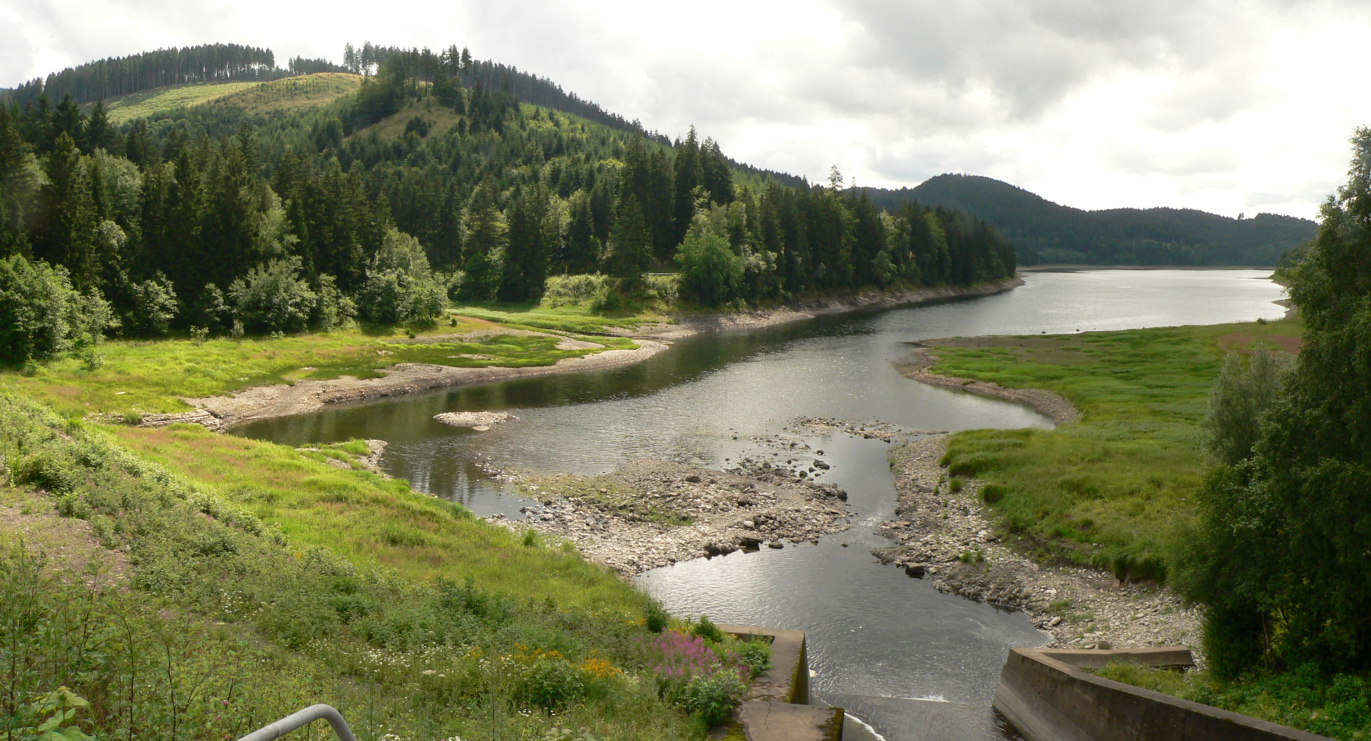
Auslauf der Vorsperre
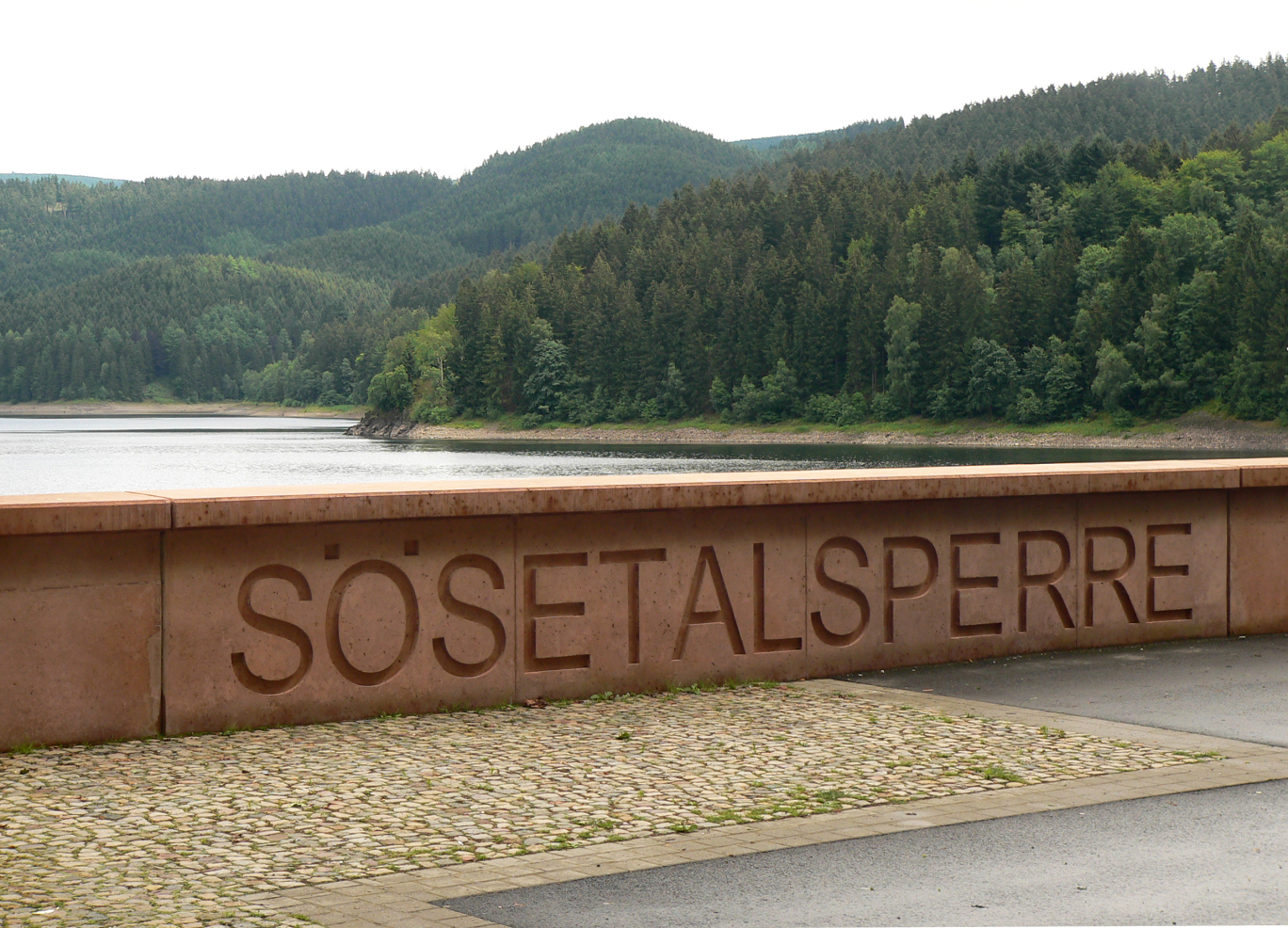
Schriftzug an der Staumauer
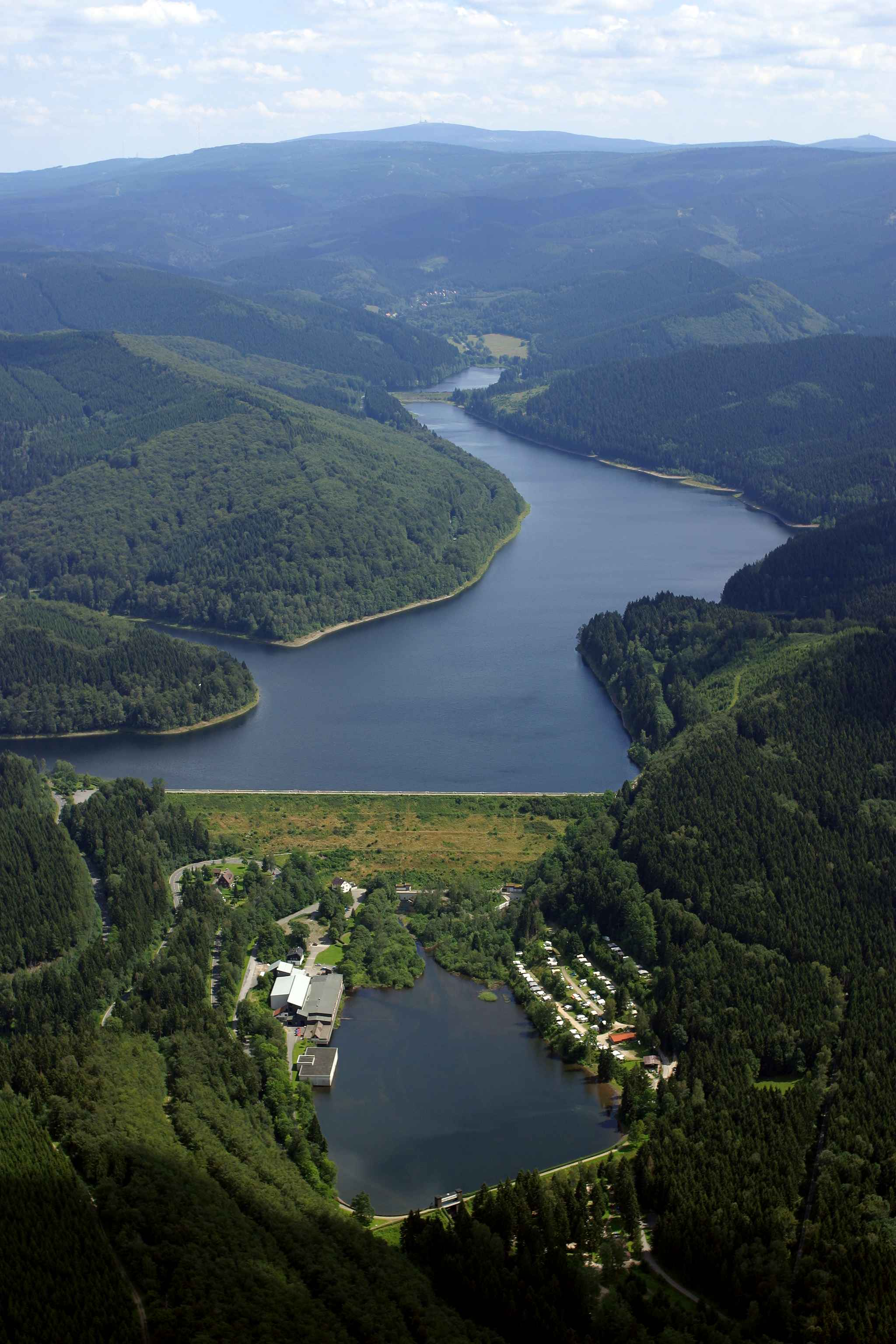
Luftbild der Sösetalsperre: Ausgleichsbecken (vorn), Damm und Stauraum (hinten)
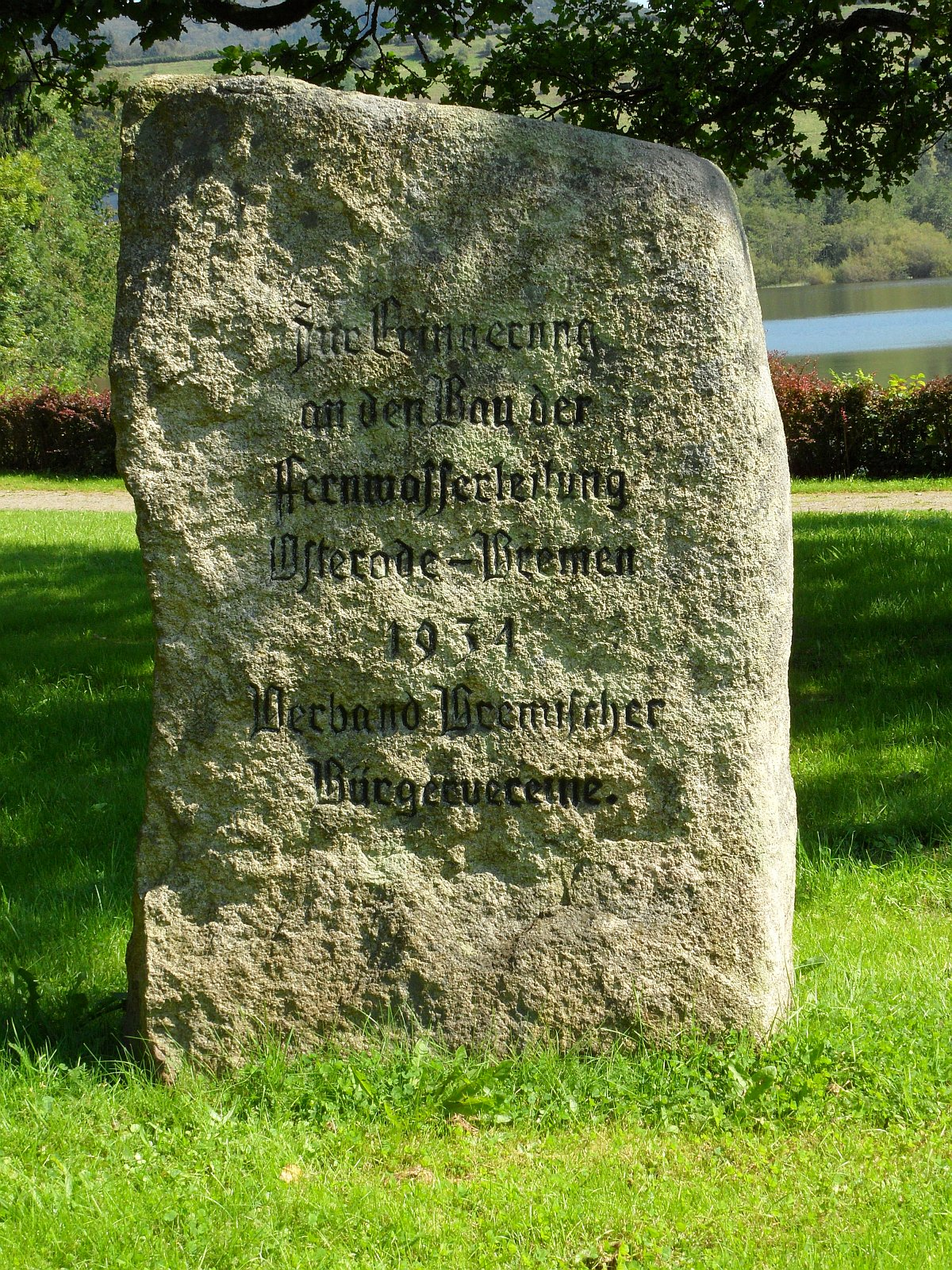
Gedenkstein an den Bau der Fernwasserleitung
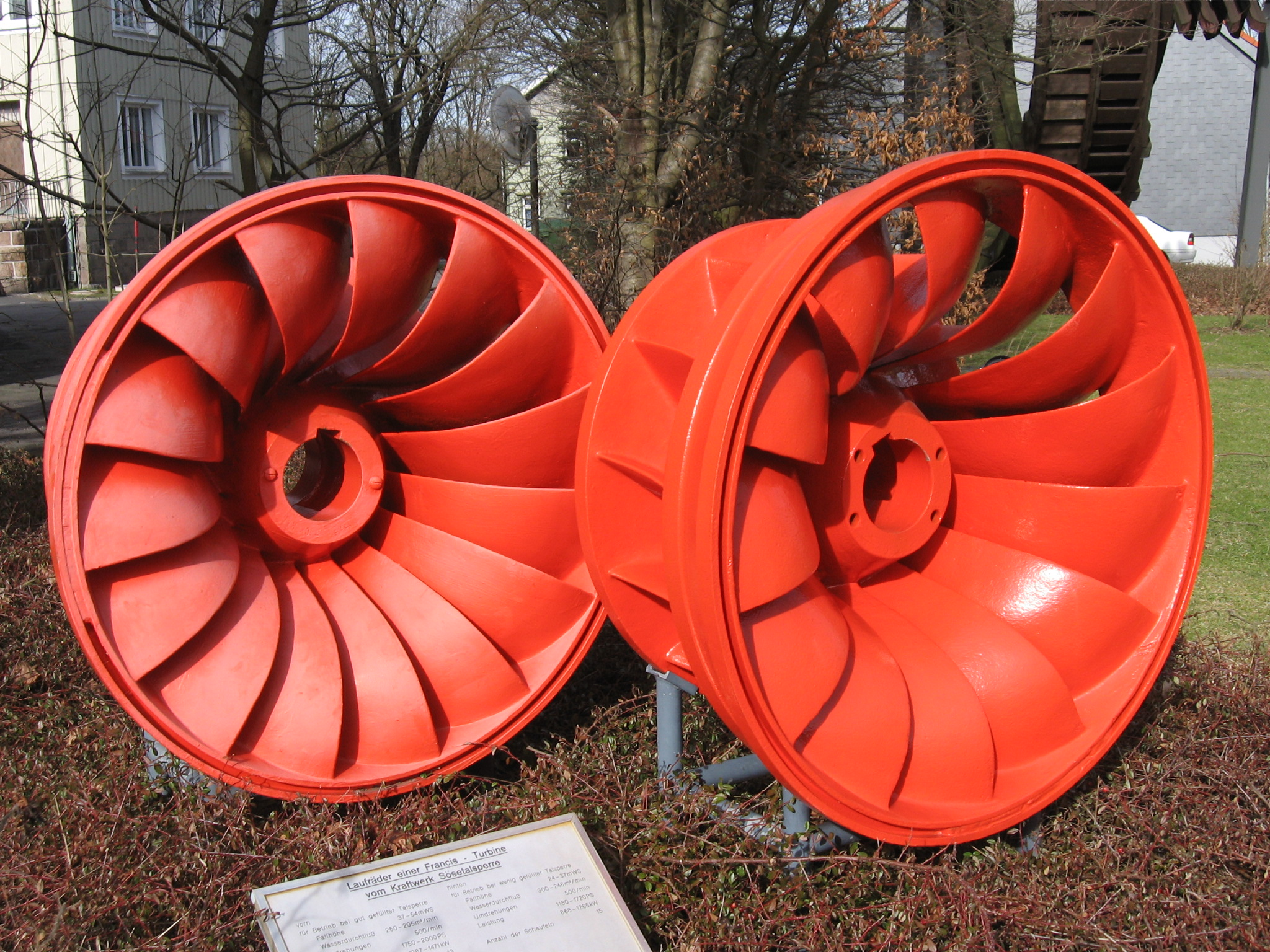
Laufräder einer Francis-Turbine vom Kraftwerk Sösetalsperre